# Elitsa & Stoyan
Elitsa & Stoyan (búlgaro: Елица & Стоян) é um duo búlgaro, responsável pela única classificação da Bulgária à final do Festival Eurovisão da Canção, e consequentemente pelo melhor resultado do país no festival, um quinto lugar coma canção "Voda" na Eurovisão 2007.

## Carreira
O duo foi formado em 2003. Em 2007, o duo foi escolhido para representar a Bulgária no Festival Eurovisão da Canção 2007, com a canção "Voda", que pouco tempo depois mudou para "Water", e se classificou na semi-final em 6º lugar com 146 pontos, passando á grande final e classificou-se em 5º lugar com 157 pontos, a melhor classificação da Bulgária na Eurovisão.
Pouco tempo depois, o duo lançou o seu segundo single "Earth".
Em 2013, o duo representará novamente a Bulgária no Festival Eurovisão da Canção 2013, na segunda semi-final, a 16 de Maio com a canção "Samo shampioni"